# Antonína Nováková
Antonína Nováková roz. Záchvějová (8. srpna 1934 Uherský Brod – 6. září 2018 Bratislava) byla československá hráčka basketbalu, vysoká 164 cm. Je zařazena na čestné listině zasloužilých mistrů sportu.
Za basketbalové reprezentační družstvo Československa v letech 1957 až 1964 hrála celkem 125 utkání a má podíl na dosažených sportovních výsledcích. Zúčastnila se tří Mistrovství Evropy 1958, 1960, 1962, na nichž získala stříbrnou medaili za druhé místo v roce 1962 a dvě bronzové medaile za třetí místa v letech 1958 a 1960.
V československé basketbalové lize žen hrála celkem 11 sezón (1955–1967) za družstvo Lokomotiva Bratislava, s nímž získala v ligové soutěži jeden titul vicemistra Československa (1962), čtyřikrát třetí místo (1958, 1963, 1965, 1966) a jedno čtvrté místo (1960).  

## Sportovní kariéra

### Kluby
- 1955-1967 Lokomotiva Bratislava, celkem 11 sezón a 5 medailových umístění: vicemistryně Československa (1962), 4x 3. místo (1958, 1963, 1965, 1966), 4. místo (1960), 4x 5. místo (1957, 1959, 1964, 1967), 6. místo (1956)

### Československo
- Mistrovství Evropy: 1958 Lodž Poľsko (21 bodů /2 zápasy) 3. místo, 1960 Sofia, Bulharsko (29 /7) 3. místo, 1962 Mulhouse, Francie (44 /6) 2. místo, celkem na třech ME 94 bodů a 15 zápasů
- 1957-1964 celkem 125 mezistátních zápasů
- Titul zasloužilá mistryně sportu

### Slovensko
- 14. února 2019 in memoriam uvedena do Síně slávy slovenského basketbalu